# ميشيل فيليبس
ميشيل فيليبس (بالإنجليزية: Michelle Phillips)‏ (و. 1944 – م) هي ممثلة تلفزيونية، ومغنية، وممثلة، ومغنية مؤلفة، وملحنة، وعارضة، من الولايات المتحدة الأمريكية، ولدت في لونغ بيتش، كاليفورنيا.

## وصلات خارجية
- ميشيل فيليبس على موقع IMDb (الإنجليزية)
- ميشيل فيليبس على موقع الموسوعة البريطانية (الإنجليزية)
- ميشيل فيليبس على موقع روتن توميتوز (الإنجليزية)
- ميشيل فيليبس على موقع ألو سيني (الفرنسية)
- ميشيل فيليبس على موقع ميوزك برينز (الإنجليزية)
- ميشيل فيليبس على موقع تيرنر كلاسيك موفيز (الإنجليزية)
- ميشيل فيليبس على موقع أول موفي (الإنجليزية)
- ميشيل فيليبس على موقع قاعدة بيانات الأفلام السويدية (السويدية)
- ميشيل فيليبس على موقع إن إن دي بي (الإنجليزية)
- ميشيل فيليبس على موقع أول ميوزيك (الإنجليزية)